# Vicini del terzo tipo (film)
Vicini del terzo tipo (The Watch) è un film del 2012 diretto da Akiva Schaffer. È una commedia fantascientifica interpretata da Ben Stiller, Vince Vaughn, Jonah Hill e Richard Ayoade. Il film è stato scritto da Seth Rogen e Evan Goldberg e vede tra i produttori la presenza di Shawn Levy.

## Trama
Nella città di Glennview, Ohio, Evan Trautwig è un attivo membro nella comunità e direttore del locale megastore Costco, sposato con la bella Abby. La sua vita tranquilla viene interrotta quando la guardia notturna del suo negozio viene assassinata. La polizia locale non ha alcun indizio e non mostra interesse nell'indagine, così Evan decide di formare una squadra di vigilanza notturna cittadina, i "Neighborhood watch". Gli unici a unirsi a lui sono tuttavia i tre stralunati Bob, Franklin e Jamarcus, uomini più o meno cresciuti che cercano soprattutto divertimento e qualcuno con cui passare le serate. Bob è un operaio edile e padre amorevole che nutre una profonda gelosia per sua figlia; Franklin è un ventenne che sogna di entrare nella polizia ma non ha passato il test psicoattitudinale; Jamarcus, divorziato da poco, ha un debole per le donne asiatiche. Evan è infastidito che gli altri membri usino il gruppo come scusa per bere e divertirsi.
Durante la prima notte di pattuglia in auto, colpiscono accidentalmente qualcosa che lascia una strana bava verde sul paraurti dell'auto. Nei pressi scoprono uno strano globo metallico che agisce come un'arma altamente distruttiva e ne deducono che sia di origine aliena. Nel frattempo altri cittadini vengono misteriosamente uccisi. Una notte, rispondendo a una richiesta di aiuto, incontrano un alieno che li attacca. Evan gli rompe un nano da giardino in testa, quindi il gruppo pensa di averlo ucciso e torna con la creatura a casa di Bob. li uomini, in preda all'euforia, cominciano a fotografarsi. La creatura riacquista coscienza e fugge, rubando il globo metallico e avvisandoli che gli alieni hanno già invaso la città. I Neighborhood watch ipotizzano che gli alieni rubino la pelle delle loro vittime e la usino per camuffarsi da umani, per cui chiunque in Glenview potrebbe essere un alieno. Bob confida a Evan che è preoccupato per sua figlia Chelsea e non si fida del fidanzato di questa, Jason. Evan ammette di stare evitando la moglie Abby perché ha scoperto di essere sterile e teme che lei lo possa lasciare.
Evan sospetta che uno dei suoi vicini sia un alieno. Durante un appostamento a casa del vicino, Bob apprende che Chelsea è a una festa in piscina assieme a Jason. Bob, disobbedendo agli ordini di Evan, si precipita al party con Franklin e si fa prendere a pugni dal giovane Jason, arrabbiato dell'ingerenza. Evan e Jamarcus nel frattempo scoprono che il vicino sospetto non è affatto un alieno ma solo uno che organizza orge nella sua cantina. Al termine della serata Evan litiga con Bob. Evan va a casa e ammette la sua infertilità a Abby, che accetta la notizia.
Evan riceve una chiamata urgente da Jamarcus, che confessa di essere uno degli alieni, deciso però a schierarsi con l'umanità dopo aver sperimentato la cultura umana (e il sesso orale). Jamarcus avverte il gruppo che gli alieni stanno costruendo un trasmettitore sotto il negozio Costco, con il quale sarà evocata la loro armata per distruggere la Terra, e viene espulso dal gruppo per il suo inganno. Bob, Franklin, Evan e Abby si armano e si introducono nella Costco per distruggere il trasmettitore. Bob incontra Jason che gli rivela a sua volta di essere un alieno e i due ingaggiano un combattimento. Evan e Franklin tentano di disattivare il trasmettitore, ma vengono circondati da alieni. Jamarcus giunge in tempo per salvare la coppia, rivelando che il cervello degli alieni si trova nelle loro parti intime ed è colpirli in quel punto l'unico modo di ucciderli; Bob uccide Jason strappandogli il pene. Evan scopre che il trasmettitore è alimentato dal globo metallico e lo rimuove, disabilitando la macchina. Giunge un gran numero di alieni, costringendo il gruppo a fuggire. I vigilanti utilizzano il globo metallico per distruggere il Costco, uccidendo tutti gli alieni all'interno.
Nell'epilogo, Evan e Abby riaccendono la loro passione e adottano una figlia. Bob è più vicino alla figlia Chelsea e accetta il suo nuovo fidanzato (che è intimidito dalla storia di come Bob ha ucciso Jason evirandolo) Franklin è finalmente ammesso nel dipartimento di polizia di Glenview e Jamarcus continua la sua vita da umano partecipando alle orge segrete del quartiere. Il gruppo mantiene il servizio di vigilanza, continuando a proteggere Glenview da criminali e alieni.

## Promozione
Durante la campagna promozionale del film, un omicidio a sfondo razziale, che ha avuto come protagonista un vigilante volontario, ha indotto la Fox a cambiare il titolo da Neighborhood Watch a The Watch, esprimendo in un comunicato ufficiale l'assoluta volontà di mantenere le distanze da quanto accaduto.

## Distribuzione
Il primo trailer ufficiale del film è stato messo online dall'Internet Movie Database il 29 febbraio 2012, a cui è seguito, il 4 maggio il Red Band Trailer. Il 18 giugno 2012 la sezione nazionale della 20th Century Fox ha diffuso online il primo trailer in lingua italiana, inoltre due giorni dopo, il 20 giugno, è stato distribuito il terzo trailer in inglese.
Il film è stato distribuito in anteprima nelle sale statunitensi a partire dal 27 luglio 2012, mentre è arrivato nei cinema italiani l'8 novembre dello stesso anno.

## Accoglienza
Il film ha incassato, nei soli Stati Uniti, 35.353.000$ e nel resto del mondo 32.048.760$, per un totale di 67.401.760$.